# Falsallophyton
Falsallophyton is een kevergeslacht uit de familie van de boktorren (Cerambycidae). De wetenschappelijke naam van het geslacht werd voor het eerst geldig gepubliceerd in 1953 door Lepesme.

## Soorten
Falsallophyton is monotypisch en omvat slechts de volgende soort:
- Falsallophyton gardneri Lepesme, 1953